# 발칸 협약 (1934년)
발칸 협약 또는 발칸 협상은 그리스, 루마니아, 튀르키예 및 유고슬라비아가 제1차 세계 대전 종료 후 지역의 지정학적 현상 유지를 목표로 1934년 2월 9일 아테네에서 체결한 조약이다. 불가리아의 영토 야욕에 맞서 단결된 전선을 구축하기 위해, 서명국들은 전쟁 여파와 다양한 지역의 민족통일주의 긴장 고조 이후 상호 간 및 인접국과의 모든 분쟁 영토 주장을 유보하는 데 동의했다.

## 조약 서명을 거부한 국가
관련 외교에 참여했던 이탈리아, 알바니아, 불가리아, 헝가리, 소련을 포함한 다른 지역 국가들은 문서 서명을 거부했다. 이 조약은 서명 당일에 발효되었고 1934년 10월 1일 국제연맹 조약집에 등록되었다.

## 불가리아의 재무장 허용 결정과 그 영향
발칸 협약은 서명국들 간의 평화를 보장하는 데 도움이 되었지만, 지역적 음모를 종식시키지는 못했다. 이 협약은 불가리아에 대항하기 위해 고안되었음에도 불구하고, 1938년 7월 31일 회원국들은 불가리아와 살로니카 협정을 체결하여 뇌이 조약과 로잔 조약의 조항 중 불가리아 국경에 그리스 및 튀르키예와의 비무장 지대를 의무화했던 부분을 폐지하고 불가리아의 재무장을 허용했다.

## 유고슬라비아 침공과 그리스 점령으로 인한 붕괴
1940년 나치 독일의 압력으로 루마니아가 체결한 크라이오바 조약과 1941년 추축국의 유고슬라비아 침공 및 그리스 점령 이후, 협약은 사실상 존재하지 않게 되었고, 튀르키예는 1945년에 연합국에 합류한 이후에도 제2차 세계 대전 동안 어떠한 분쟁도 피한 유일한 서명국으로 남았다.

## 같이 보기
- 발칸 협약 (1953년)
- 라틴 축 (제2차 세계 대전)
- 폴란드-루마니아 동맹
- 소협상
- 크로아티아-루마니아-슬로바키아 우호 선언